# Baseballista
Baseballista (jap. Ippatsu Kanta-kun, wł. Il fichissimo del Baseball) – japoński serial anime wyprodukowany w 1977 roku przez Tatsunoko Production w reżyserii Hiroshiego Sasagawy.

## Wersja polska
W Polsce serial był emitowany na kanałach Polonia 1 i Super 1 z włoskim dubbingiem i polskim lektorem, którym był Tomasz Knapik.

## Wersja włoska
Piosenkę Il fichissimo del baseball śpiewał zespół I Cavalieri del Re.

## Wersja japońska

### Obsada (głosy)
- Yoshiko Ota jako Kanta Tobase
- Chikako Akimoto jako Ichiro
- Kaneto Shiozawa jako Jiro
- Kazue Komiya jako Shiro
- Keiko Yokozawa jako  Itsuko / Motsuko
- You Inoue jako Shichiro Tobase
- Reiko Suzuki jako Yokichi
- Miyoko Asō jako Kumiko Tabase
- Tōru Ōhira jako Juheiei Yakyu
- Kōichi Hashimoto jako Hisashi
- Katsuji Mori jako Fujita
- Tōru Furuya jako Akira (odc. 14)

## Opis fabuły
Serial anime opowiada o młodym baseballiście zwanym Kanta Tobase, który wraz z mamą i rodzeństwem zakłada drużynę baseballową o nazwie "Homersi". Kanta pragnie zdobyć tytuł mistrza, tak jak kiedyś jego ojciec – baseballista.

## Bohaterowie
- Kanta Tobase – główny bohater anime. Pragnie zdobyć tytuł mistrzowski, tak jak jego ojciec. Na koszulce baseballowej ma numer 3. Ma 11 lat.
- Ichiro – chudy chłopak, należy do drużyny Kanty. Jego numer koszulki to 1. Ma 13 lat.
- Jiro – jest gruby i wysoki, należy do drużyny Kanty. Jego numer koszulki to 2. Ma 16 lat.
- Shiro – nosi okulary i należy do drużyny Kanty. Jego numer koszulki to 4. Ma 12 lat.
- Itsuko – dziewczyna z drużyny Kanty z numerem 5 na jej koszulce. Ma 11 lat i siostrę bliźniaczkę Motsuko, z którą różnią się fryzurami.
- Motsuko – dziewczyna z drużyny Kanty z numerem 6 na jej koszulce. Ma 11 lat i siostrę bliźniaczkę Itsuko, z którą różnią się fryzurami.
- Shichiro – chłopiec też należący do drużyny Kanty. Jego numer koszulki to 7. Ma 11 lat.
- Yokichi – 5-letnia uczestniczka w drużynie Kanty. Najniższa, ma numer 8 na koszulce.
- Pani Kumiko Tobase – mama Kanty. Jest trenerką. Ma numer koszulki 9.
- Pan Juheiei Yakyu – tata Kanty, był znanym baseballistą.
- Pan Toshiko Ota – prezenter meczów baseballowych, gdzie drużyna Kanty jest gościem gospodarzy tych meczów.
- Jube – piesek rodzeństwa Tobase. Ma czerwoną koszulkę z białą dziesiątką i umie mówić po ludzku. Gra w baseball!

## Spis odcinków
| Nr | Polski tytuł                | Włoski tytuł                 |
| -- | --------------------------- | ---------------------------- |
|    |                             |                              |
| 1  | Sekret Kumiko               | Il segreto di Kumiko         |
|    |                             |                              |
| 2  | Strój dla Kanta             | Una divisa per Kanta         |
|    |                             |                              |
| 3  | Kibice drużyny Homersów     | I tifosi degli Homers        |
|    |                             |                              |
| 4  | Samochód dla Kumiko         | Un furgone per Kumiko        |
|    |                             |                              |
| 5  | Klopsiki Hanako             | Le polpette di Hanako        |
|    |                             |                              |
| 6  | Piłka taty                  | L'antico baseball di Papa'   |
|    |                             |                              |
| 7  | Reguły gry                  | I regolamenti di Gioco       |
|    |                             |                              |
| 8  | Do diabła z Baseballem      | Al diavolo il Baseball!      |
|    |                             |                              |
| 9  | Pokonać Srebrne Lisy        | Battere le volpi argentate   |
|    |                             |                              |
| 10 | Zwycięski punkt Kanty       | Il magnificio punto di Kanta |
|    |                             |                              |
| 11 | Obrońca uciśnionych         | Il difensore dei Deboli      |
|    |                             |                              |
| 12 | Wszyscy za jednego          | Tutti per Uno                |
|    |                             |                              |
| 13 | Wychować Itsuko             | Una educazione per Itsuko    |
|    |                             |                              |
| 14 | Grom z jasnego nieba        | Il colpo di Fulmine          |
|    |                             |                              |
| 15 | Wypracowanie Kanty          | Il tema di Kanta             |
|    |                             |                              |
| 16 | Jiro udaje chorego          | La finta malattia di Jiro    |
|    |                             |                              |
| 17 | Zniszczona pamiątka         | Un ricordo in frantumi       |
|    |                             |                              |
| 18 | Odzyskany zawodnik          | Un campione ritrovato        |
|    |                             |                              |
| 19 | Stróż boiska                | Il vecchio guardiano         |
|    |                             |                              |
| 20 | Jube w niebezpieczeństwie   | Un pericolo per Jube         |
|    |                             |                              |
| 21 | Przyjaciel Bob              | L'amico Bob                  |
|    |                             |                              |
| 22 | Wypadek podczas gry         | Un incidente di Gioco        |
|    |                             |                              |
| 23 | Błędy Mitsuko               | Gli errori di Mitsuko        |
|    |                             |                              |
| 24 | Zakład                      | La scommessa                 |
|    |                             |                              |
| 25 | Dziwny trener               | Uno strano allenatore        |
|    |                             |                              |
| 26 | Idol baseballa              | L'idolo del baseball         |
|    |                             |                              |
| 27 | Wakacje w ruchu             | Una vacanza movimentata      |
|    |                             |                              |
| 28 | Marzenie Tomoe              | Il sogno di Tomoe            |
|    |                             |                              |
| 29 | Wspomnienia Kumiko          | Un ricordo per Kumiko        |
|    |                             |                              |
| 30 | Powrót do Izo               | Ritorno a Izo                |
|    |                             |                              |
| 31 | Zwycięstwo Yochikiego       | Una vittoria per Yochichi    |
|    |                             |                              |
| 32 | Próba odwagi                | Una prova di coraggio        |
|    |                             |                              |
| 33 | Dzieci mistrza              | I figli del Campione         |
|    |                             |                              |
| 34 | Lekcja dla Kanty            | Una lezione per Kanta        |
|    |                             |                              |
| 35 | Baseball i komputer         | Baseball e computer          |
|    |                             |                              |
| 36 | Dziwne nieporozumienie      | Uno strano equivoco          |
|    |                             |                              |
| 37 | Próba dla Schikira          | Una prova per Shichiro       |
|    |                             |                              |
| 38 | Wyjazd Hanako               | La partenza di Hanako        |
|    |                             |                              |
| 39 | Stary mistrz                | Il vecchio campione          |
|    |                             |                              |
| 40 | Kanta zmienia drużynę       | Kanta cambia squadra         |
|    |                             |                              |
| 41 | Homerowie szukają pracy     | Gli Homers cercano lavoro    |
|    |                             |                              |
| 42 | Shiro przechodzi do rezerwy | Shiro e' fuori squadra       |
|    |                             |                              |
| 43 | Burzliwe spotkanie          | Un incontro... tempestoso    |
|    |                             |                              |
| 44 | Podróż trwa                 | Il viaggio continua...       |
|    |                             |                              |
| 45 | Nowy przyjaciel             | Un nuovo amico               |
|    |                             |                              |
| 46 | Chcieć i móc                | Volere e' potere             |
|    |                             |                              |
| 47 | Ryochichi prezesem          | Ryochichi presidente         |
|    |                             |                              |
| 48 | Oszustwo w dobrej wierze    | Un imbroglio a fin di bene   |
|    |                             |                              |
| 49 | Decydujące zwycięstwo       | L'incontro decisivo          |
|    |                             |                              |
| 50 | Rozpoczęcie mistrzostw      | Inizia il campionato!        |
|    |                             |                              |
| 51 | Protesty w sprawie Jube     | Contestazioni per Jube       |
|    |                             |                              |
| 52 | Zaskakujące posunięcie      | Mossa a sorpresa             |
|    |                             |                              |
| 53 | Ostatnie wyzwanie           | L'ultima Sfida               |
|    |                             |                              |